# Сера до Имери
Сера до Имери (на испански: Sierra Imeri; на португалски: Serra do Imeri) е планински масив на границата между Бразилия (щата Амазонас) и Венецуела, част от Гвианското плато.
Там са разположени най-високите върхове в Бразилия – Пико да Неблина (2994 m) и Пико 31 де Марсо (2973 m).